# 武井証
武井 証（たけい あかし、1997年9月23日 - ）は、日本の元俳優である。埼玉県出身。劇団東俳に所属していた。

## 人物
NHK教育の『天才てれびくんMAX』にてれび戦士として出演したい思いから芸能活動を始め、名前の「証」は『1人の人間として、1つの個性として、その存在を証明できる人間になって欲しい』との親の思いであり、父親の武井利昭も芸能で活動している。
2015年以降は目立った芸能活動がなく、引退したものとみられる。

## 出演

### 映画
- 千の風になって〜天国への手紙（2004年）カツヤ 役
- いま、会いにゆきます（2004年、東宝）秋穂佑司 役
- 丹下左膳 百万両の壷（2004年）ちょび安 役
- おじさん公園のひみつ（2008年）
- ぼくとママの黄色い自転車（2009年）沖田大志 役
- BALLAD 名もなき恋のうた（2009年）川上真一 役
- 虹色ほたる 〜永遠の夏休み〜（2012年）ユウタ 役 ※声の出演
- 樹海のふたり （2013年）竹内光一役

### テレビドラマ
- ホットマン（2003年、TBS）
- 新・夜逃げ屋本舗（2003年、日本テレビ）
- 風子のラーメン 第4話（2003年、NHK）佐藤孝一 役
- WATER BOYS 第8話（2003年、フジテレビ）通りすがりの幼児 役
- ほんとにあった怖い話 訪う人々（2004年3月20日、フジテレビ）篠崎敬介 役
- 御宿かわせみ 第2章（2004年、NHK）伊之助（幼少） 役
- 外科医 鳩村周五郎 闇のカルテ（2004年、フジテレビ）下村隼人 役
- 世にも奇妙な物語 2005春の特別篇 「幻の少年」（2005年4月12日、フジテレビ）幻の少年 役
- 空中ブランコ（2005年5月27日、フジテレビ） ‐ 原口健太
- あいくるしい（2005年、TBS）原沢裕太 役
- いま、会いにゆきます（2005年、TBS）秋穂佑司 役
- ルームシェアの女（2005年、NHK）宇佐美太郎 役
- 女王の教室 スペシャル エピソード1（2006年、日本テレビ）富塚翔 役
- もういちど地下鉄に乗って 第3話（2006年、テレビ朝日）中根翔一 役
- DRAMA COMPLEX「P.ハート〜子供嫌いの小児科医物語〜」（2006年、日本テレビ）大久保学 役
- ディロン〜クリスマスの約束（2006年、NHK）米山慶太 役
- 演歌の女王（2007年、日本テレビ）花田信 役
- 君がくれた夏 〜がんばれば、幸せになれるよ〜（2007年、日本テレビ）木崎直也 役
- 夢路（2007年、TBS）
- 夕陽ヶ丘の探偵団（2007年、NHK教育テレビ）水谷昇 役
- 美味學院 第13話（2007年、テレビ東京） - 少年時代の北坂狼馬 役
- 水戸黄門 第38部 第10話「人情長屋の心意気!・福井」（2008年3月10日、TBS）小太郎 役
- 刑事の現場 第3話（2008年3月22日、NHK）曽根仁志 役
- Around40〜注文の多いオンナたち〜 第3話（2008年4月25日、TBS）大泉俊 役
- その男、副署長〜京都河原町署事件ファイル〜 season2 第9話（2008年8月、テレビ朝日） 大杉慶太 役
- 土曜ワイド劇場 弁護士茜沢翔子の人生相談承ります!（2008年9月20日、朝日放送）茜沢宙 役
- 肉体の門（2008年、テレビ朝日）昭太 役
- 仮面ライダーディケイド（2009年、テレビ朝日）岡村マサヒコ 役
- ヘヴンズ・ロック 第6-8話（2010年、関西テレビ）死神くんウラジミール 役
- 日本人の知らない日本語 第10話（2010年、読売テレビ）谷口良太 役
- ひとりじゃない（2011年1月 - 2月、BSフジ） 松岡悠 役
- スクール!! 第5話・第6話（2011年、フジテレビ） 桐原伊織の8年前の教え子 役
- 13歳のハローワーク（2012年1月 - 3月、テレビ朝日）村山和夫 役
- GTO（2014年7月 - 9月、関西テレビ）沼尻圭 役
- 癒し屋キリコの約束（2015年） - 矢島良太 役

### バラエティ
- SMAP×SMAP『きょうの猫垣さん』（2006年、関西テレビ・フジテレビ）
- SMAP×SMAP『BALLAD 名もなき恋のうた』（2009年9月21日、関西テレビ・フジテレビ）

### その他のテレビ番組
- 2012年12月21日 マヤ暦の真実（前編）マヤ暦とは（2010年3月23日、BS-TBS）
- 2012年12月21日 マヤ暦の真実（後編）マヤ長老のトップ ドン・アレハンドロが語るマヤ暦の真実と祈り（2010年3月24日、BS-TBS）

### ラジオドラマ
- 博士の愛した数式（2006年、MBSラジオ）ルート 役

### CM
- トヨタ・カローラフィールダー（2003年）
- ヤマハ・パッソル（2003年）
- バンダイ キャラインナー（2003年）
- 味の素 アジパンダ（2006年）

## 作品

### DVD・ビデオ
- 風味堂『ママのピアノ』 - ショートムービー出演
- ORANGE RANGE『花』